# Уложа
Уложа (словац. Uloža) — село в Словаччині, Левоцькому окрузі Пряшівського краю. Розташоване на півночі східної Словаччини на південних схилах Левоцьких гір.
Уперше згадується у 1280 році.
У селі є римо-католицький костел з першої половини 18 століття в стилі бароко збудований на старому фундаменті іншого костела, перебудований у 1754 року.

## Населення
| Рік:            | 1994. | 2004.   | 2014.   | 2024.    |
| --------------- | ----- | ------- | ------- | -------- |
| Кількість осіб: | 188   | 186     | 197     | 247      |
| Різниця:        |       | -1,06 % | +5,91 % | +25,38 % |

| Рік:            | 2023. | 2024.   |
| --------------- | ----- | ------- |
| Кількість осіб: | 241   | 247     |
| Різниця:        |       | +2,48 % |

У селі проживає 187 осіб.
Національний склад населення (за даними останнього перепису населення — 2001 року):
- словаки — 98,95 %,
- цигани — 1,05 %.

Склад населення за приналежністю до релігії станом на 2001 рік:
- римо-католики — 92,63 %,
- греко-католики — 2,63 %,
- протестанти — 1,58 %,
- не вважають себе вірянами або не належать до жодної вищезгаданої конфесії — 3,16 %